# 宗文书院
宗文书院是一所位于浙江省温岭县的横峰山前施的书院，系温岭中学的前身。

## 历史
创建于道光二十七年（1847年），由山学博金煦春、贡生赵培训负责主持。廪生范鼎五、孝廉张桂馨、学博陈沣、金有祥分司其事。于道光二十七年（1847年）开始至咸丰元年（1851年）先后落成讲堂5间，文昌阁3间，仓库2间，厨房2间，大门5间，四周有围墙。大门外及两旁挖有水池。书院置田566亩为束修、膏火之费。同治十年（1871年），又在讲堂前建奎星阁一座。书院山教职金鹤年董其事。书院设县、斋二课，规定每月望日为县课，二十五日为斋课。
光绪二十八年（1902）二月，该书院率先改为宗文高等小学堂。

## 山长
- 黄浚（号壶舟），首任山长